# جایزه بزرگ بریتانیا ۱۹۵۸
جایزه بزرگ بریتانیا ۱۹۵۸ (انگلیسی: ‎1958 British Grand Prix‎) یک مسابقهٔ موتوری در رشتهٔ اتومبیل‌رانی فرمول یک بود که در تاریخ ۱۹ ژوئیهٔ ۱۹۵۸ در پیست سیلورستون واقع در سیلورستون، انگلستان برگزار شد. این گراند پری در میان ۱۱ گراند پری در فصل ۱۹۵۸، مسابقهٔ شمارهٔ ۷ بود.
در این مسابقه که در ۷۵ دور و به مسافت ۳۵۳٫۲۸۸ کیلومتر (۲۱۹٫۵۲۳ مایل) برگزار شد، پول پوزیشن توسط استیرلینگ ماس کسب شد و سریع‌ترین زمان برای طی یک دور پیست که برابر با ۱:۴۰٫۸ بود نیز توسط مایک هاثورن به ثبت رسید.
پیتر کالینز از تیم فراری، مایک هاثورن از تیم فراری و روی سالوادوری از تیم کوپر-کلیمکس به‌ترتیب مقام‌های اول تا سوم مسابقه را کسب کردند.

## رده‌بندی قهرمانی پس از مسابقه
|       | جایگاه | راننده        | امتیاز |
| ----- | ------ | ------------- | ------ |
| ۱     | ۱      | مایک هاثورن   | ۳۰     |
| ۱     | ۲      | استیرلینگ ماس | ۲۳     |
| ۸     | ۳      | پیتر کالینز   | ۱۴     |
| ۱     | ۴      | لوییجی موسو   | ۱۲     |
| ۱     | ۵      | هری شل        | ۱۲     |
| منبع: |        |               |        |

|       | جایگاه | سازنده      | امتیاز |
| ----- | ------ | ----------- | ------ |
|       | ۱      | فراری       | ۳۶     |
|       | ۲      | ون‌وال       | ۲۵     |
|       | ۳      | کوپر-کلیمکس | ۲۳     |
|       | ۴      | بی‌آرام      | ۱۲     |
|       | ۵      | مازراتی     | ۶      |
| منبع: |        |             |        |

یادداشت
- تنها پنج جایگاه نخست از هر رده‌بندی نمایش داده شده‌است.